# Ricercar Consort

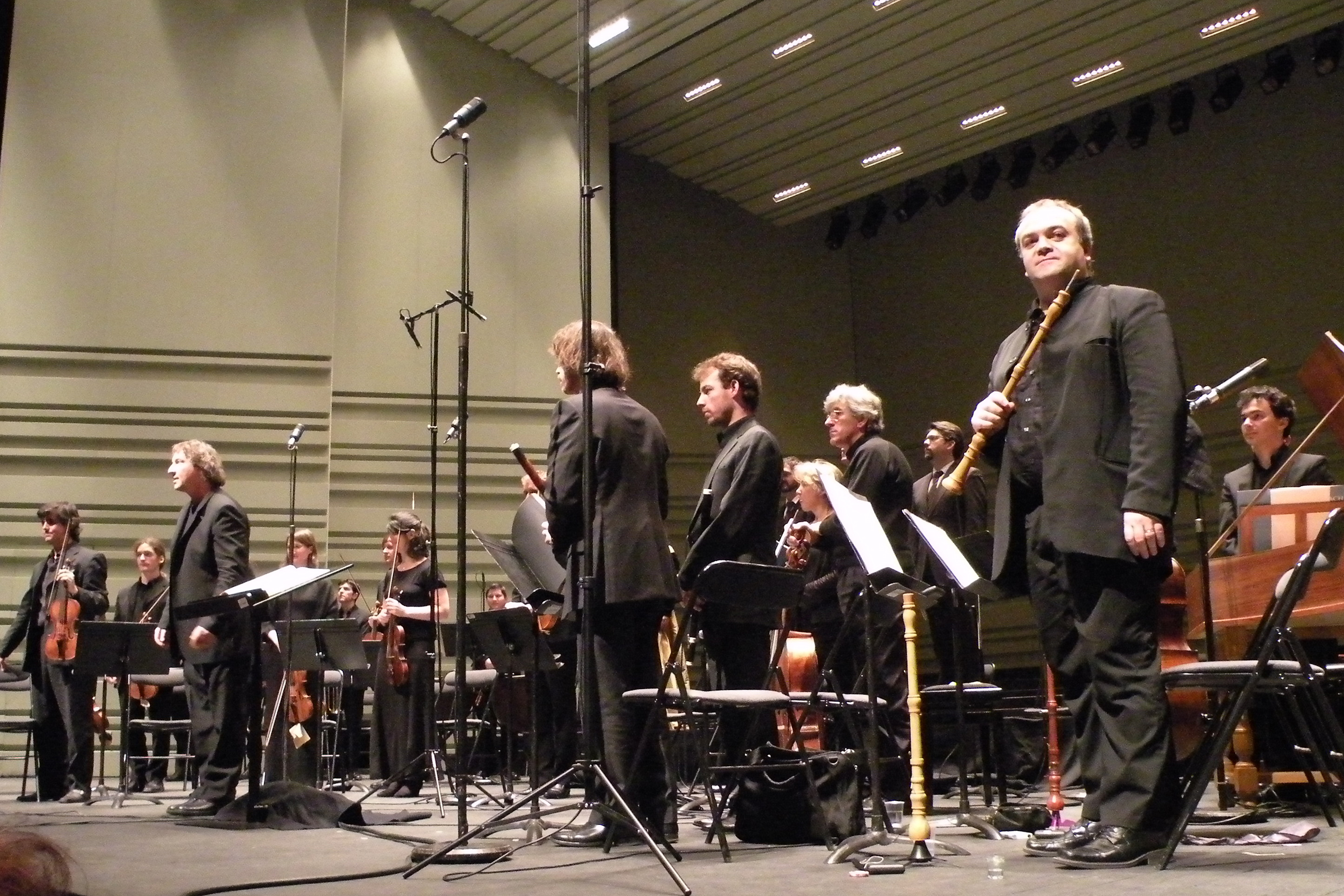
Ricercar Consort

Het Ricerar Consort is een Belgisch muzikaal ensemble dat in 1980 werd opgericht door violist François Fernandez, organist Bernard Foccroulle en de viola da gamba-speler Philippe Pierlot.